# Adalberto Carrasquilla
Adalberto Eliécer „Coco” Carrasquilla Alcázar (ur. 28 listopada 1998 w mieście Panama) – panamski piłkarz grający na pozycji środkowego lub defensywnego pomocnika w meksykańskim klubie Pumas UNAM oraz reprezentacji Panamy. Uczestnik Copa América 2024 i Złotego Pucharu CONCACAF 2021. Srebrny medalista Złotego Pucharu CONCACAF 2023 oraz zdobywca nagrody MVP tego turnieju. Zwycięzca tytułu Piłkarz Roku CONCACAF 2023/24.

## Kariera klubowa
Carrasquilla jest wychowankiem klubu Tauro FC. W drużynie spędził 5 lat, rozgrywając ponad 80 meczów. W 2019 roku został wypożyczony do klubu FC Cartagena grającym w Segunda División. Po sezonie zespół wykupił zawodnika. Pierwszego gola dla zespołu zdobył 24 października w wygranym 3:0 meczu z UD Las Palmas. Początkowo występował często, natomiast po zmianie trenera zaczął grać mniej regularnie.
5 sierpnia 2021 został wypożyczony do amerykańskiego Houston Dynamo. W drużynie zadebiutował 7 sierpnia, a pierwszą bramkę zdobył 28 sierpnia (jedno i drugie w meczach z Minnnesotą United). W 2022 Houston wykupiło Carrasquillę. W 2023 roku wygrał z drużyną U.S. Open Cup. W sumie spędził w klubie 4 sezony, zaliczając ponad 100 spotkań w MLS. 16 stycznia 2025 został piłkarzem meksykańskiego Pumas UNAM. W klubie zadebiutował 26 stycznia przeciwko Atlas FC.

## Kariera reprezentacyjna
W reprezentacji Panamy zadebiutował 17 kwietnia 2018 w meczu z Trynidadem i Tobago. Pierwszego gola zdobył w starciu z Bermudami 5 września 2019 w ramach Ligi Narodów 2019/20. Został powołany na Złoty Puchar CONCACAF 2021. Carrasquilla rozegrał wszystkie 3 mecze, lecz Panama nie wyszła z grupy. Pełnił ważną rolę w eliminacjach do Mundialu 2022, występując w 11 z 14 spotkań rundy finałowej.
W 2023 znalazł się w kadrze na kolejną edycję Złotego Pucharu. Wystąpił tam we wszystkich 6 meczach, zaliczając 2 asysty. W meczu półfinałowym z gospodarzami turnieju Stanami Zjednoczonymi wykorzystał w serii rzutów karnych decydującą jedenastkę, co dało Panamie awans do finału. Tam drużyna przegrała z Meksykiem. Carrasquilla został mianowany Piłkarzem Turnieju. 
Trzykrotnie awansował z Panamą do turnieju finałowego Ligi Narodów CONCACAF (2023, 2024 i 2025). W dwóch pierwszych edycjach zajął z drużyną 4. miejsce. Został powołany na Copa América 2024. Tam zagrał w dwóch pierwszych meczach. W drugim spotkaniu grupowym z USA przyczynił się do pokonania i wyeliminowania gospodarzy, ale pod koniec meczu otrzymał czerwoną kartkę, która wykluczyła go z dalszych meczów turnieju. W 2024 roku zdobył nagrodę Piłkarza roku CONCACAF.